# Belagola, Shrirangapattana
Belagola là một làng thuộc tehsil Shrirangapattana, huyện Mandya, bang Karnataka, Ấn Độ.